# واچه آرسلانیان
واچه آرسلانیان (ارمنی: {{{1}}}; انگلیسی: Vatche Arslanian; زاده ۱۹۵۵ – درگذشته ۸ آوریل ۲۰۰۳) عضو صلیب سرخ کانادا بود. وی مدیریت لجستیک کمیته بین‌المللی صلیب سرخ در عراق را برعهده داشت. از سال ۱۹۹۲ تا ۱۹۹۸ آرسلانیان به عنوان عضو شورای شهر اورماکتو خدمت نمود و برای مدتی نیز معاون شهردار بود.

## زندگی‌نامه
در ۱۹۵۵ به دنیا آمد. وی از ارمنی‌های سوریه بود که به کانادا مهاجرت کرد. در ۸ آوریل ۲۰۰۳ در سن ۴۸ سالگی به همراه دو عضو محلی صلیب سرخ در بغداد به ضرب گلوله کشته شد.